# Carlo Calzà
Carlo Calzà (Cortina d'Ampezzo, 7 giugno 1931) è un ex pattinatore di velocità su ghiaccio italiano.

## Biografia
Nato nel 1931 a Cortina d'Ampezzo, a 24 anni partecipò ai Giochi olimpici tenutisi nella sua città, nei 5000 e 10000 m, piazzandosi rispettivamente al 41º posto in 8'41"1 e al 32º in 18'32"8.